# بوابة مدينة

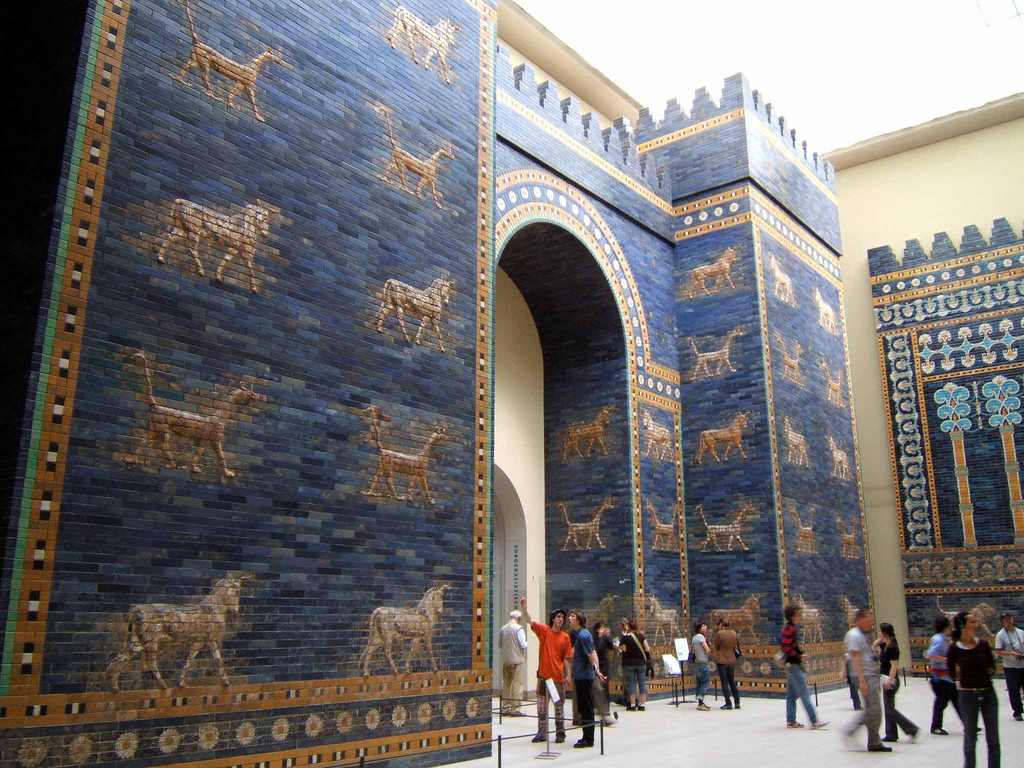
بوابة عشتار الموجودة في متحف برلين

بوابة مدينة وهي البوابة التي تكون في سور المدينة ويكون المدخل إلى المدينة أو القلعة في الماضي ومن أشهر هذه البوابات هي بوابة عشتار التي كانت موجودة في مدينة بابل.